# علت خویشتن
علت خویشتن (انگلیسی: Causa sui)، اصطلاحی که بیانگر چیزی است که در درون خود ایجاد می‌شود. در رابطه با هدفی که اشیا می‌توانند به خود اختصاص دهند استفاده می‌شود، این مفهوم در آثار باروخ اسپینوزا، زیگموند فروید، ژان-پل سارتر و ارنست بکر مرکزی بود.

## در علوم اجتماعی
در مورد فروید و بکر، این مفهوم اغلب به عنوان ظرف جاودانگی مورد استفاده قرار می‌گرفت که به موجب آن چیزی فراتر از زندگی خود می‌توانست معنا ایجاد کند یا به ایجاد معنا ادامه دهد.